# Distretto di Sciacca
Il distretto di Sciacca fu una delle suddivisioni amministrative del Regno delle Due Sicilie, subordinate alla provincia di Girgenti (oggi provincia di Agrigento), soppressa nel 1860.

## Istituzione e soppressione
Fu istituito nel 1812 con la Costituzione del Regno di Sicilia.
Con una legge varata l'11 ottobre 1817 che riformò la ripartizione territoriale del Regno delle Due Sicilie a seguito della fusione della corona napoletana con quella siciliana, l'ente fu inserito nella Provincia di Girgenti.
Con l'occupazione garibaldina e annessione al Regno di Sardegna del 1860 l'ente fu soppresso.